# Puccio Pucci
Puccio Pucci di Barsento (* 12. April 1904 in Florenz; † 1985 in Florenz) war italienischer Kampfflieger, Leichtathlet und Sportfunktionär.

## Leben
Puccio war der Sohn des Notars und Präsidenten des italienischen Leichtathletikverbandes (FIDAL) Pietro Pucci, der im Zweiten Weltkrieg in Libyen als Kampfflieger zu Tode kam. Sein jüngerer Bruder Emilio Pucci war Modedesigner und Modeunternehmer.
Nach dem Abitur studierte Puccio in Florenz Jura. Schon 1921 wurde Pucci Mitglied der PNF in Florenz. 1924 nahm er an den Olympischen Spielen über 800 m teil, schied jedoch im Vorlauf als Vierter aus. Er arbeitete in Florenz als Rechtsanwalt. Von 1930 bis 1932 war er der Generalsekretär der FIDAL. Von 1939 bis 1943 war er Generalsekretär des CONI, diente als Hauptmann in der Luftwaffe und wurde mehrfach ausgezeichnet (Medaglie di Bronzo al Valor Militare).
Nach der amerikanischen Eroberung Roms zog er sich mit Mussolini in das norditalienische Restitalien (Repubblica Sociale Italiana) nach dem 8. September 1943 zurück. Er wurde der Kabinettschef der Regierung  Alessandro Pavolini und half die Schwarze Brigaden aufzubauen.
Am 18. März 1944 wurde er zum kommissarischen Präsidenten des CONI aufgrund seiner Erfahrungen mit der FIDAL ernannt. Am 28. Juni 1944 ernannte die neue italienische Regierung unter Ivanoe Bonomi in Rom ihrerseits einen kommissarischen CONI-Präsidenten mit Giulio Onesti, der bald international anerkannt wurde.
Nach dem Krieg zog sich Pucci auf den Familienbesitz in Florenz zurück, wo er den historischen Palazzo Pucci, der  seit dem 15. Jahrhundert in Familienbesitz ist, restaurieren ließ. Seit dem 31. Dezember 1947 ist Puccio offiziell das Familienoberhaupt als der 12. Marquis von Barsento.

## Bibliografie
- Marcello Vannucci, Le grandi famiglie di Firenze, Newton Compton Editori, 2006, ISBN 88-8289-531-9